# Ems-Leine-Express
| Westlicher Teil der Strecke (bis etwa Hämelerwald) |                                    |                        |                        |
| Kursbuchstrecke (DB): | 310, 370, 375                      |                        |                        |
| Streckenlänge: | 270,4 km                           |                        |                        |
| Streckengeschwindigkeit: | 160 km/h                           |                        |                        |
| |                                    |                        |                        |
| Verkehrsunternehmen: | Westfalenbahn                      |                        |                        |
| Bundesland (D): | Nordrhein-Westfalen, Niedersachsen |                        |                        |
| Zuglauf |                                    |                        |                        |
| \| \| \| Rheine \| IC,RE,RB \| \| \| \| Hörstel \| RB \| \| \| \| Esch \| RB \| \| \| \| Ibbenbüren \| IC,RB \| \| \| \| Ibbenbüren-Laggenbeck \| RB \| \| \| \| Landesgrenze NRW / Nds \| \| \| \| \| Osnabrück Altstadt \| RB \| \| \| \| Osnabrück Hbf \| ICE,IC,RE,RB \| \| \| \| Melle \| RB \| \| \| \| Landesgrenze Nds / NRW \| \| \| \| \| Bünde \| IC,RB \| \| \| \| Kirchlengern \| RB \| \| \| \| Löhne (Westfalen) \| RE,RB \| \| \| \| Bad Oeynhausen \| IC,RE \| \| \| \| Porta Westfalica \| RE \| \| \| \| Minden (Westfalen) \| ICE,IC,RE,S \| \| \| \| Landesgrenze NRW / Nds \| \| \| \| \| Bückeburg \| RE,S \| \| \| \| Stadthagen \| RE,S \| \| \| \| Haste (Han) \| RE,S \| \| \| \| Wunstorf \| RE,S \| \| \| \| Hannover Hbf \| ICE,IC,RE,RB,S \| \| \| \| Lehrte \| RE,RB,S \| \| \| \| Hämelerwald \| RE \| \| \| \| Vöhrum \| RE \| \| \| \| Peine \| IC,RE \| \| \| \| Vechelde \| RE \| \| \| \| Braunschweig Hbf \| ICE,IC,RE,RB \| |                                    |                        |                        |
| Kopfbahnhof Streckenanfang |                                    | Rheine                 | IC,RE,RB               |
| Bahnhof |                                    | Hörstel                | RB                     |
| Bahnhof |                                    | Esch                   | RB                     |
| Bahnhof |                                    | Ibbenbüren             | IC,RB                  |
| Bahnhof |                                    | Ibbenbüren-Laggenbeck  | RB                     |
| Grenze |                                    | Landesgrenze NRW / Nds | Landesgrenze NRW / Nds |
| Bahnhof |                                    | Osnabrück Altstadt     | RB                     |
| Bahnhof |                                    | Osnabrück Hbf          | ICE,IC,RE,RB           |
| Bahnhof |                                    | Melle                  | RB                     |
| Grenze |                                    | Landesgrenze Nds / NRW | Landesgrenze Nds / NRW |
| Bahnhof |                                    | Bünde                  | IC,RB                  |
| Bahnhof |                                    | Kirchlengern           | RB                     |
| Bahnhof |                                    | Löhne (Westfalen)      | RE,RB                  |
| Bahnhof |                                    | Bad Oeynhausen         | IC,RE                  |
| Bahnhof |                                    | Porta Westfalica       | RE                     |
| Bahnhof mit S-Bahn-Halt |                                    | Minden (Westfalen)     | ICE,IC,RE,S            |
| Grenze |                                    | Landesgrenze NRW / Nds | Landesgrenze NRW / Nds |
| Bahnhof mit S-Bahn-Halt |                                    | Bückeburg              | RE,S                   |
| Bahnhof mit S-Bahn-Halt |                                    | Stadthagen             | RE,S                   |
| Bahnhof mit S-Bahn-Halt |                                    | Haste (Han)            | RE,S                   |
| Bahnhof mit S-Bahn-Halt |                                    | Wunstorf               | RE,S                   |
| Bahnhof mit S-Bahn-Halt |                                    | Hannover Hbf           | ICE,IC,RE,RB,S         |
| Bahnhof mit S-Bahn-Halt |                                    | Lehrte                 | RE,RB,S                |
| Bahnhof |                                    | Hämelerwald            | RE                     |
| Bahnhof |                                    | Vöhrum                 | RE                     |
| Bahnhof |                                    | Peine                  | IC,RE                  |
| Bahnhof |                                    | Vechelde               | RE                     |
| Kopfbahnhof Streckenende |                                    | Braunschweig Hbf       | ICE,IC,RE,RB           |

Ems-Leine-Express (RE 60) ist in Nordrhein-Westfalen und Niedersachsen der Name eines Regional-Express-Zuglaufes, der seit dem 5. November 2000 die an der Ems liegende Stadt Rheine, das niedersächsische Oberzentrum Osnabrück mit der ostwestfälischen Stadt Minden und den niedersächsischen Oberzentren Hannover und Braunschweig verbindet.
Der Ems-Leine-Express gehört zu den Linien mit besonderem Landesinteresse in Nordrhein-Westfalen. Auf seinem gesamten Laufweg überquert er dreimal die Landesgrenze zwischen Niedersachsen und Nordrhein-Westfalen an folgenden Stellen:
- zwischen Ibbenbüren-Laggenbeck und Osnabrück Altstadt,
- zwischen Melle und Bünde,
- zwischen Minden und Bückeburg.

## Geschichte und Zukunft
1998 begann die Linie in Bad Bentheim und verlief über Osnabrück bis Hannover. Im Jahr 2000 wurde der Anfang nach Rheine zurückgezogen und der Zuglauf bis Braunschweig verlängert. Die Bedienung der Strecke Bad Bentheim – Rheine erfolgte nur noch durch die Wiehengebirgs-Bahn. Betrieben wurde die Linie von DB Regio Nord. Seit Dezember 2015 bedient die WestfalenBahn GmbH die Strecke. Dazu werden 13 sechsteilige doppelstöckige Triebwagen des Typs KISS des Schweizer Herstellers Stadler Rail eingesetzt.
Die nur in Nordrhein-Westfalen geführte Linienbezeichnung RE 60 und der Name Ems-Leine-Express wurde bei der Einführung des integralen Taktfahrplans (NRW-Takt) für ganz Nordrhein-Westfalen bereits im Jahre 1998 eingeführt. Im Rahmen des Fahrplanwechsels im Dezember 2014 erhielt die Linie auch in Niedersachsen die Bezeichnung RE 60.
Mit dem Fahrplanwechsel im Dezember 2023 wurde die IC-Linie Amsterdam–Berlin Richtung Berlin um 15 Minuten beschleunigt und in ihrer Fahrplanlage verschoben. Da diese IC-Linie zuvor zusammen mit dem RE 60 etwa eine stündliche Bedienung und gute Anschlüsse in Osnabrück und Rheine bot, wurde als Ersatz die zusätzliche Linie RE 62 zwischen Löhne und Rheine eingeführt, die von DB Regio betrieben wird. Die neue RE-Linie besitzt in Löhne einen Anschluss von den Zügen der Linie RE 70 aus Richtung Braunschweig und verkehrt etwa stündlich versetzt zur Linie RE 60.

## Zugangebot
Die Linie fährt zweistündlich. Zusammen mit den in NRW als Weser-Leine-Express bezeichneten Zügen, die zweistündlich nach Bielefeld fahren, entsteht zwischen Braunschweig und Löhne (Westfalen) ein Stundentakt. Zwischen Löhne und Rheine bildet der Ems-Leine-Express zusammen mit der Linie RE 62 einen angenäherten Stundentakt. Zwischen Kirchlengern und Rheine verkehrt zudem stündlich die Wiehengebirgs-Bahn. Außerdem wird verkehren auf dem überwiegenden Teil der Linie parallel Intercity der IC-Linie 77.
Bis zum Fahrplanwechsel im Dezember 2015 wurden die Züge dieser Linie aus fünf Doppelstockwagen mit Elektrolokomotiven der Baureihe 111 gebildet. Gelegentlich kam auch eine Elektrolokomotive der Baureihe 146.1 zum Einsatz. Durch ein Einsatz von Doppelstock-Steuerwagen entfiel an den Endbahnhöfen ein Umsetzen der Lok – in Richtung Rheine fuhr der Steuerwagen voraus. Zwischen Osnabrück und Hannover gab es einen gastronomischen Service mit einer Minibar.
Seit der Betriebsübernahme durch die Westfalenbahn setzt diese Triebzüge des Typs KISS ein.

## Zuglauf
Von West nach Ost nutzt der Ems-Leine-Express folgende Strecken:
- Bahnstrecke Löhne–Rheine (124 km zwischen Rheine und Löhne, Teil der Kursbuchstrecke 375),
- Bahnstrecke Hamm–Minden (21 km zwischen Löhne und Minden, Teil der Kursbuchstrecke 370),
- Bahnstrecke Hannover–Minden (64,4 km zwischen Minden und Hannover, Teil der Kursbuchstrecke 370),
- Bahnstrecke Hannover–Braunschweig (61 km zwischen Hannover und Braunschweig, Teil der Kursbuchstrecke 310).

Insgesamt legt der Zug zwischen Rheine und Braunschweig eine Strecke von 270,4 Kilometer zurück. Die fahrplanmäßige Reisedauer (inklusive Zwischenhalte) beträgt zwischen Rheine und Braunschweig 3:03 h, daraus ergibt sich eine durchschnittliche Reisegeschwindigkeit von etwa 90 km/h.

## Tarif
Auf seiner Fahrt durchfährt dieser Regional-Express insgesamt drei regionale Verkehrsverbünde:
- Zwischen Rheine und Minden gilt der Westfalentarif (außer für Fahrten zwischen Osnabrück und Melle),
- zwischen Haste und Hämelerwald (Tickets mit maximal einem Tag Gültigkeit) bzw. Bückeburg und Peine (Zeitkarten) gilt der Tarif des Großraum-Verkehrs Hannover (GVH) und
- zwischen Hämelerwald und Braunschweig gilt der Tarif des Verbundtarifes Region Braunschweig (VRB).

Das Niedersachsen-Ticket gilt auf der gesamten Strecke. Für Strecken, die in keinem oder mehr als einem Verkehrsverbund liegen, sowie zwischen Osnabrück und Melle, gilt der Niedersachsentarif.

## Bildergalerie

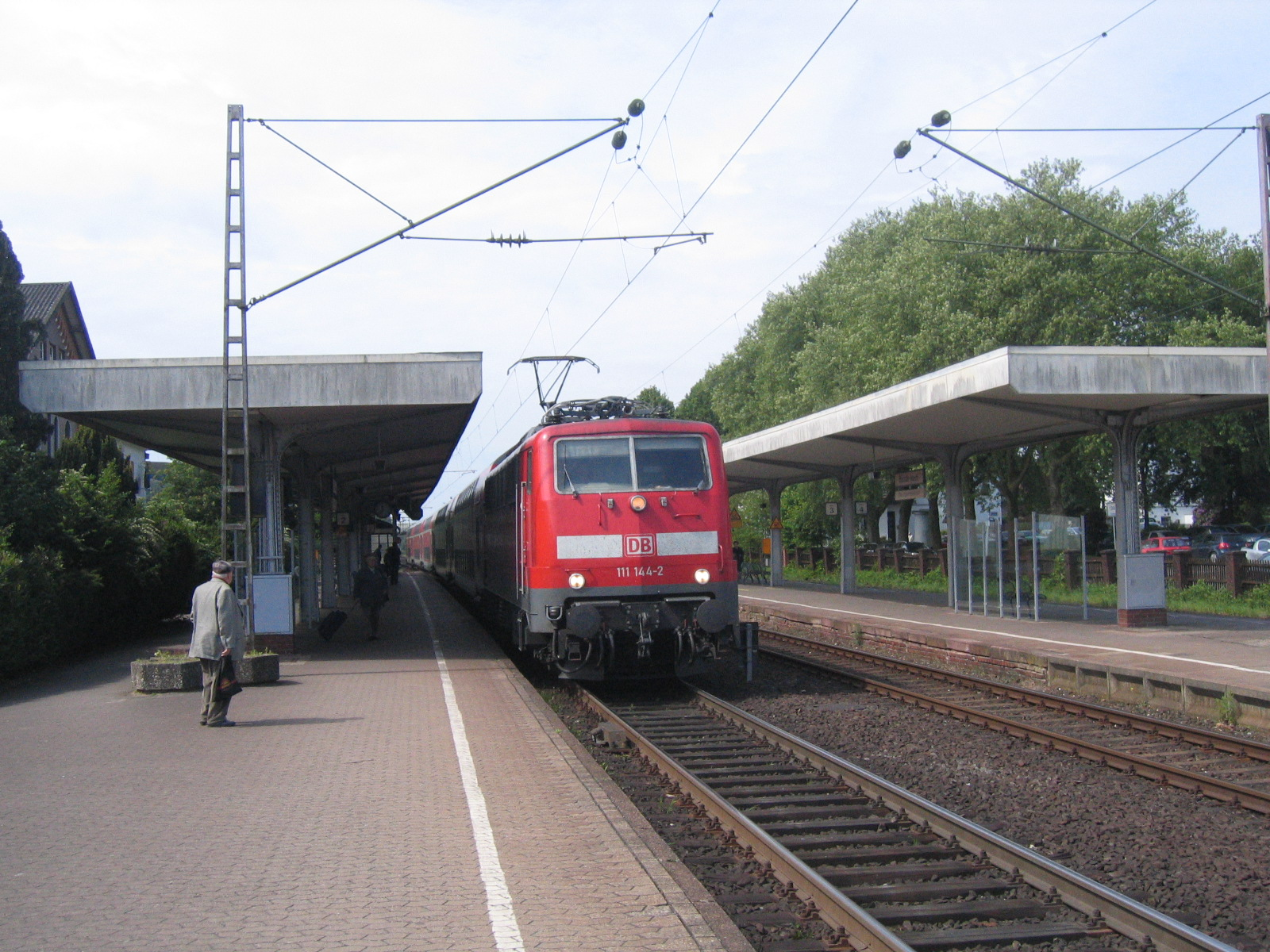
Ems-Leine-Express bespannt mit DB-Baureihe 111 Richtung Braunschweig im Bahnhof Bünde (Westfalen)
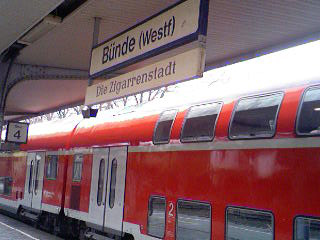
Halt in Bünde – Die Zigarrenstadt
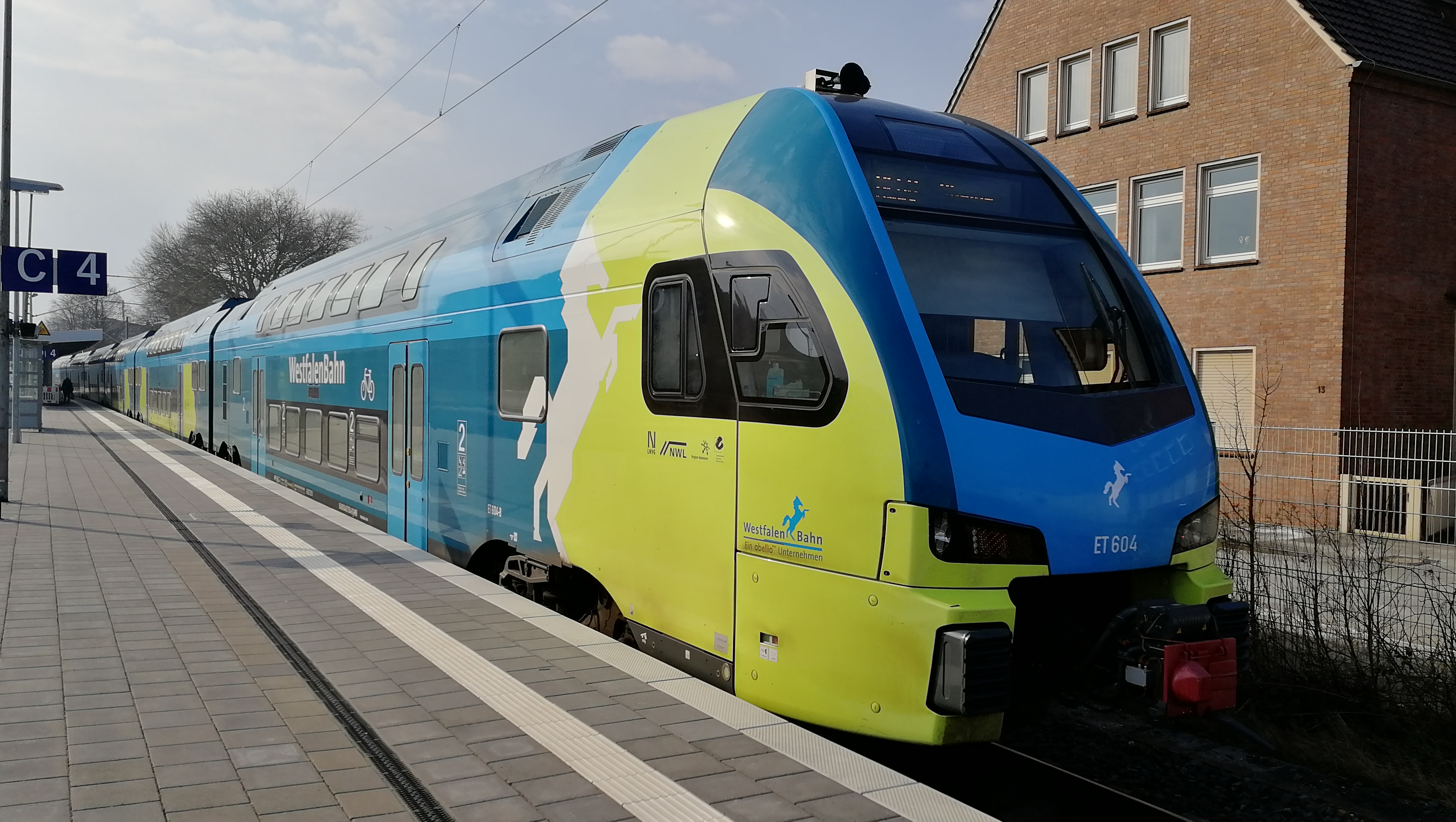
WestfalenBahn ET 604, RE 60 (WFB 95778), Braunschweig Hbf -> Rheine, im Bahnhof Bünde(Westfalen)